# Saint-Geniès-de-Malgoirès
Saint-Geniès-de-Malgoirès là một xã trong vùng Occitanie. Xã Saint-Geniès-de-Malgoirès nằm ở khu vực có độ cao trung bình 88 mét trên mực nước biển.